# رشته‌کوه کوهسرخ
رشته‌کوه کوهسرخ یا رشته‌کوه تربت–کاشمر نام رشته‌کوهی واقع در استان خراسان رضوی در گستره شهرستان‌های بردسکن، کوهسرخ، خلیل‌آباد، کاشمر، مه‌ولات، تربت حیدریه، باخرز، تربت جام، تایباد و خواف است. این رشته‌کوه بخشی از کمربند آلپاید می‌باشد و از مرز افغانستان آغاز و تا رشته‌کوه کوه‌میش، شهرستان ششتمد ادامه دارد.